# Rättsröta
Rättsröta är ett begrepp som myntades 1950 och snabbt vann stor spridning i den svenska pressdebatten där rättsskandaler, korruption och maktmissbruk på hög nivå i samhället kritiserades. En aktiv polemiker var Vilhelm Moberg, som var starkt engagerad i kampen mot vad han såg som den svenska rättsrötan. Under de första åren spelade rädsla för befarade skadeverkningar av avkriminaliseringen av homosexualitet (1944) en central roll i debatten. Rättssäkerheten ansågs också sättas ur spel av att homosexuella skyddade varandra och använde rättsmaskineriet för repressalier mot sina motståndare.
Ett antal rättsaffärer förknippas med de påståenden om rättsröta som till stor del dominerade samhällsandan under första hälften av 1950-talet: 
Debatterna om Kejneaffären (1950–1951) och Haijbyaffären (1952–1953) gavs mycket stor uppmärksamhet, främst i huvudstadspressen. I samband med dem riktades beskyllningar mot främst polisen för att på otillbörligt sätt ha påverkat rättvisans gång av hänsyn till önskemål från höga statstjänstemän, ministrar och det kungliga hovet. Det talades om vänskapskorruption, särskilt i samband med "hemliga homosexuella ligor".
I Sellingaffären (1953–1956) gjordes försök att genom den psykiatriska diagnosen kverulansparanoia få bort paleobotanisten professor Olof Selling från en tjänst på Naturhistoriska Riksmuseet.
I Hedlundaffären (1952–1953) ifrågasattes om inrikesministern, och ordföranden för Bondeförbundet, Gunnar Hedlund blivit otillbörligt milt behandlad i samband med utredning och rättegångar om skattefusk. Efter överklaganden till hovrätt och Högsta domstolen blev Hedlund dömd skyldig, och frågan uppstod om han inte borde avgå ur regeringen och som partiordförande. Med statsminister Tage Erlanders tydliga, men kontroversiella, stöd kunde han sitta kvar som inrikesminister och förblev också partiordförande fram till 1971.  
I Lundquistaffären ifrågasattes hur en domare i Stockholm under 16 år kunnat frikännas från en rad av anmälningar. Domaren Lundquist dömdes slutligen till avsättning och 1½ års fängelse för bland annat grovt bedrägeri och trolöshet mot huvudman.
I efterdyningarna till Kejne- och Hajbyaffärerna blev också två läkare, i de så kallade Oterdahlsaffären och Karlanderaffären, utsatta för flera olika anklagelser och åtal, där misstankar om homosexualitet bidrog till en uppiskad bevakning i dagspressen. Oterdahls fall bedömdes av domstolen som sexuellt utnyttjande av person i beroendeställning. Beroendeförhållandet hade uppstått mellan honom och hans älskare eftersom den drygt 21-årige älskaren utan egen inkomst fått bo i Oterdahls lägenhet och erhållit fickpengar. Karlander frikändes på alla åtalspunkter utom för valutabrott.
Till rättsröteaffärerna räknas ibland även utnämningen av Dick Helander till biskop i Strängnäs stift.

### Romaner
- Vilhelm Moberg: Det gamla riket. Bonniers, Stockholm 1953